# Stargard Szczeciński (gromada)
Stargard Szczeciński (do 31 XII 1961 Klępino) – dawna gromada, czyli najmniejsza jednostka podziału terytorialnego Polskiej Rzeczypospolitej Ludowej w latach 1954–1972.
Gromady, z gromadzkimi radami narodowymi (GRN) jako organami władzy najniższego stopnia na wsi, funkcjonowały od reformy reorganizującej administrację wiejską przeprowadzonej jesienią 1954 do momentu ich zniesienia z dniem 1 stycznia 1973, tym samym wypierając organizację gminną w latach 1954–1972.
Gromadę Stargard Szczeciński z siedzibą GRN w mieście Stargardzie Szczecińskim (nie wchodzącym w jej skład) utworzono 1 stycznia 1962 w powiecie stargardzkim w woj. szczecińskim w związku z przeniesieniem siedziby gromady Klępino z Klępina do Stargardu Szczecińskiego i zmianą nazwy jednostki na gromada Stargard Szczeciński; równocześnie do gromady Stargard Szczeciński włączono miejscowości Tychowo, Święte, Strachocin i Ulikowo ze zniesionej gromady Święte oraz miejscowość Kiczarowo ze zniesionej gromady Gogolewo w tymże powiecie.
1 stycznia 1969 do gromady Stargard Szczeciński włączono miejscowości Bielinka, Doły, Gozdowo, Grzędzice, Grzędziczki, Kunówko, Lipnik, Lubowo, Mężyki, Rogowo, Wykopki, Zaleszcze i Żarowo ze zniesionej gromady Grzędzice w tymże powiecie.
1 stycznia 1972 z gromady Stargard Szczeciński wyłączono miejscowości Kiczarowo, Strachocin, Ulikowo, Święte i Tychowo, włączając je do gromady Stargard-Kluczewo w tymże powiecie; do gromady Stargard Szczeciński włączono natomiast miejscowości Poczernin, Smogolice, Sowno, Inica Nowogardzka, Kępinko, Karstno, Podlesiec, Pstrowo, Wykosy, Warchlino, Warchlinko, Siwkowo i Strumiany ze zniesionej gromady Sowno tamże.
Gromada przetrwała do końca 1972 roku, czyli do kolejnej reformy gminnej. 1 stycznia 1973 w powiecie stargardzkim utworzono gminę Stargard Szczeciński (od 2016 obowiązuje nazwa gmina Stargard).